# Emoglobinuria da marcia
L'emoglobinuria da marcia, talvolta nota anche con il nome di ematuria da marcia, si verifica quando vi è la comparsa di sangue od emoglobina nelle urine dopo urti ripetuti di parti del corpo, in particolar modo i piedi (come avviene nella corsa su una strada dura) e le mani (ad esempio percussionismo al ritmo Candombe o percussioni di tamburi conga).

## Storia
Questa malattia viene definita emoglobinuria da "marcia" in riferimento alla condizione cliniche di alcuni soldati che restavano in marcia per lunghi periodi. Le prime segnalazioni ed indizi sulla patogenesi della emoglobinuria e della anemia in soggetti che partecipano a lunghe marce furono forniti a partire dal 1861 da un medico dell'esercito che ebbe occasione di studiare un giovane soldato tedesco che si lamentava di urinare scuro dopo una strenua marcia militare. Da allora si susseguirono tutta una serie di segnalazioni. Alcuni anni più tardi, nel 1894, Dickinson riportò un caso di emoglobinuria che si era verificato dopo una corsa di 3 miglia ed un altro caso che si era verificato dopo una strenua partita di tennis. Questo autore nello stesso lavoro scientifico affermava che era un fatto noto in tutti i circoli sportivi inglesi che le urine a volte si tingevano di rosso dopo una corsa estenuante. In seguito in letteratura furono anche riportati casi di emoglobinuria per corse decisamente più brevi, di 1 o 2 miglia. Nel 1911 Jundell e Fries durante uno studio sulla albuminuria da esercizio, osservarono 4 casi di emoglobinuria nei 39 soggetti sotto studio e che erano chiamati a percorrere distanze variabili dai 10.000 metri (6,2 miglia) ai 42,194 metri (26,2 miglia, la distanza della maratona).

## Cause
L'esercizio fisico ed in particolare la natura ripetitiva di questi tipi di attività causa traumi meccanici ai globuli rossi provocandone l'emolisi. L'emoglobina che si viene a liberare dai globuli rossi lisati viene filtrata nelle urine. In alcuni soggetti affetti da emoglobinuria da marcia sono stati identificati difetti delle proteine di membrana dei globuli rossi.

## Fisiopatologia
L'emoglobinuria che fa seguito ad uno strenuo esercizio fisico si verifica allorché l'emoglobinemia si incrementa considerevolmente.

L'emolisi intravascolare è perciò alla base dell'emoglobinuria che ne rappresenta una manifestazione secondaria.

L'emoglobinuria in altre parole si verifica solo in caso di elevata concentrazione plasmatica di emoglobina.

Tuttavia, per motivi sconosciuti,  i livelli plasmatici ai quali si verifica l'emoglobinuria da esercizio fisico sono considerevolmente più bassi di quelli richiesti per produrre emoglobinuria in un soggetto normale iniettandogli emoglobina in vena.

## Prognosi
L'emoglobinuria tende a permanere in genere per un giorno o due. Non è richiesto alcun trattamento specifico, essendo sufficiente osservare il riposo. Oltre alla colorazione scura delle urine, la condizione tende a decorrere completamente asintomatica ed in qualche caso a risolversi spontaneamente.